# Droga wojewódzka nr 287
Droga wojewódzka nr 287 (DW287) – droga wojewódzka o długości ok. 50 km, łącząca Dychów z Żarami. Zaczyna się na DW288 we wsi Dychów niedaleko Krosna Odrzańskiego, a kończy się na skrzyżowaniu z DK12 i DK27 w Żarach. Z dniem 1 stycznia 2008 odcinek od DK32 przez Dychów do Bobrowic został zaliczony do kategorii dróg powiatowych.

## Ważniejsze miejscowości leżące przy DW287
- Kosierz
- Bobrowice
- Strużka
- Gozdno
- Górzyn
- Lubsko (DW289)
- Budziechów
- Jasień - obwodnica (DW294)
- Świbna
- Drożków
- Grabik
- Żary (DK12, DK27)